# Sirimongkol Singwangcha
Sirimongkol Singwangcha (thailändisch ศิริมงคล สิงห์วังชา, RTGS Sirimongkon Singwangcha, auch: Sirimongkon Singmanatsak (ศิริมงคล สิงห์มนัสศักดิ์), richtiger Name: Sirimongkon Iamthuan (ศิริมงคล เอี่ยมท้วม); * 2. März 1977 im Amphoe Thanyaburi, Pathum Thani, Thailand) ist ein thailändischer Boxer. Er trat unter anderem im Superfeder- und im Bantamgewicht an. Aktuell ist er im Halbweltergewicht aktiv und hält in dieser Gewichtsklasse den WBO Asia Pacific Title. Er ist Normalausleger und wird von Naris Singhawancha gemanagt.

## Karriere
Sirimongkol Singwangcha errang am 10. August 1996 im Bantamgewicht den WBC-Interimstitel und wurde im Januar des darauffolgenden Jahres kampflos zum WBC-Weltmeister erklärt. Er verteidigte den Titel sowohl im Februar als auch im April sowie im Juli desselben Jahres und verlor ihn im November an Jōichirō Tatsuyoshi, ebenfalls desselben Jahres.
Fünf Jahre später, am 28. August im Jahr 2002, traf er im Superfedergewicht auf den Japaner Kengo Nagashima. In diesem Gefecht stand der vakante Weltmeistergürtel der WBC auf dem Spiel. Sirimongkol schlug Nagashima bereits in der 2. Runde schwer k.o. und sicherte sich somit den Titel. Er verteidigte ihn im darauffolgenden Jahr gegen Yong-Soo Choi und verlor ihn an Jesus Chavez.